# یالاواج
یالاواج (به ترکی آذربایجانی: Yalavac) یک منطقه مسکونی در جمهوری آذربایجان است که در شهرستان ایمیشلی واقع شده است. یالاواج ۲۸۷۹ نفر جمعیت دارد.